# Gare de Villefranche-sur-Saône
Gare de Villefranche-sur-Saône – stacja kolejowa w Villefranche-sur-Saône, w departamencie Rodan, w regionie Owernia-Rodan-Alpy, we Francji.
Stacja została otwarta w 1854 roku przez Compagnie du chemin de fer de Paris à Lyon (PL). Obecnie należy do Société nationale des chemins de fer français (SNCF) i obsługiwana jest przez pociągu TER Rhône-Alpes.